# Makoto Fukui
Makoto Fukui (Japó, 28 de febrer de 1940-1992) va ser un nedador japonès especialitzat en proves d'estil lliure, on va aconseguir ser subcampió olímpic el 1960 en els 4x200 metres.

## Carrera esportiva
Als Jocs Olímpics de Roma 1960 va guanyar la medalla de plata en els relleus de 4x200 metres estil lliure, amb un temps 8:13.2 segons, després dels Estats Units (or amb 8:10.2 segons que va ser rècord del món) i per davant d'Austràlia (bronze); els seus companys d'equip van ser els nedadors: Hiroshi Ishii, Tsuyoshi Yamanaka i Tatsuo Fujimoto.